# Vondrozo
Vondrozo är en ort i Madagaskar.   Den ligger i regionen Atsimo-Atsinananaregionen, i den södra delen av landet, 400 km söder om huvudstaden Antananarivo. Vondrozo ligger 485 meter över havet och antalet invånare är 19 949.
Terrängen runt Vondrozo är kuperad åt sydväst, men åt nordost är den platt. Runt Vondrozo är det ganska tätbefolkat, med 72 invånare per kvadratkilometer. Vondrozo är det största samhället i trakten. Omgivningarna runt Vondrozo är huvudsakligen savann.